# Sainte-Nathalène
Sainte-Nathalène é uma comuna francesa na região administrativa da Nova Aquitânia, no departamento Dordonha. Estende-se por uma área de 13,48 km². Em 2010 a comuna tinha 622 habitantes (densidade: 46,1 hab./km²).